# レオ・ウィーナー

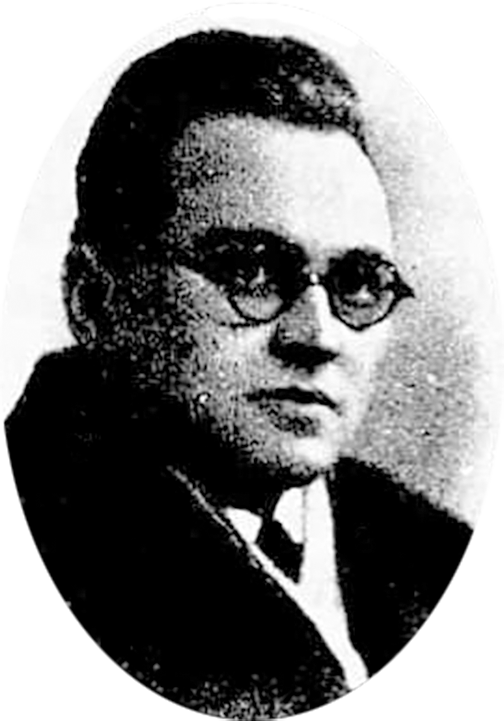

レオ・ウィーナー（Leo Wiener, 1862年-1939年）は、アメリカの文献学者。東欧生まれのユダヤ人。ロシア語、ポーランド語、イディッシュ語、ドイツ語、エスペラントをはじめとする30ヶ国語を流暢に話すポリグロットであったと言われ、旺盛な翻訳活動によりロシア語やイディッシュ語から多数の文献を英語に翻訳した。サイバネティックスの提唱者で数学者のノーバート・ウィーナーは、レオ・ウィーナーの息子である。

## 生涯
レオ・ウィーナーは1862年にロシア帝国領の町ビャウィストク（現在はポーランド領）で生まれた。両親とも東欧系ユダヤ人（アシュケナジム）であり、父はザロモン・ヴィーネル（Salomon Wiener）、母はフレイダ・ラビノヴィッツ（Frejda Rabinowicz）という。ヴィーネル家はイディッシュ語で "Yiches"、すなわち、よい血筋の家であり、12世紀の哲学者マイモニデスの末裔とされていた。
父ザロモンは啓蒙思想の信奉者で、モーゼス・メンデルスゾーンの思想に共鳴し、ユダヤ人の共同体の改革運動に熱心に参加した。ザロモンは、レオ・ウィーナーを含む子供たちをホームスクーリングにより教育した。
ウィーナーは中等教育をミンスク、のちにワルシャワのギムナジウムで受けた。その後、ベルリン工科大学に入学したが2年次にアメリカ行きを決意する。英領ホンジュラス（現ベリーズ）に菜食主義者のコミューンを作るため、単身アメリカ大陸に渡った。その後アメリカ合衆国に移住し、ミズーリ州カンザスシティで教師として働いた。
ウィーナーは1896年の年初からハーヴァード大学でロシア語、ポーランド語、古代教会スラヴ語を教えるための雇われ、その後、スラヴ文化学の講義を始め、アメリカで最初のスラヴ文化学研究専門の教授になった。翻訳書にレフ・トルストイ作品の英語訳、24巻本がある。George Rapall Noyes もウィーナーの講義を受けた。

## 主要著作

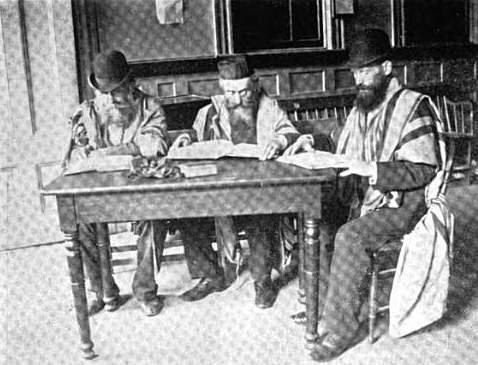
19世紀末ボストンのシナゴーグで撮影された「ロシアから来たユダヤ人」（出典: Leo Wiener. The Education of Boston's Foreign Element. The Bostonian v.3, no.1, Oct. 1895）

- French Words in Wolfram Von Eschenbach. (1893)
- Popular poetry of the Russian Jews. (1898)
- The history of Yiddish literature in the nineteenth century. (1899)
- The Ferrara Bible. (1900)
- Anthology of Russian Literature from the Earliest Period to the Present Time. (1902–1903)
- Gypsies as fortune-tellers and as blacksmiths. (1909)
- Philological fallacies: one in romance, another in Germanic. (1914)
- Commentary to the Germanic laws and mediaeval documents. (1915)
- An Interpretation of the Russian People. (1915)
- (translator) of Josef Svatopluk Machar's (1916). Magdalen
- Contributions Toward a History of Arabico-Gothic Culture. (1917–1921)
- Africa and the discovery of America. (1922) Vols. I-III.
- The contemporary drama of Russia. (1924)
- The philological history of "tobacco" in America. (1925)
- Mayan and Mexican origins. (1926)